# 衛伯姬
伯姬（前6世纪？—前477年？），卫国大夫孔圉的夫人。
伯姬是卫灵公的女儿，蒯聵之姊，嫁给孔文子孔圉，生下孔悝。前480年，孔圉去世，伯姬和孔氏的仆人（豎）渾良夫私通。伯姬派遣渾良夫去见弟弟太子蒯聵，蒯聵说如果能帮助自己回国，让渾良夫担任大夫，而且让伯姬改嫁渾良夫。渾良夫回去告知伯姬，伯姬大喜，于是两人筹备蒯聵回国。閏月，渾良夫迎接蒯聵回国，蒯聵身穿女装进入伯姬住所。伯姬杖戈在先，给了蒯聵五名甲胄武士，脅迫孔悝帮助他夺位。孔氏家老欒甯带着国君卫出公（蒯聵的儿子）逃亡鲁国，孔氏家臣子路战死。孔悝擁立蒯聵即位为国君，即卫庄公。前479年，殺夫人南子，孔悝和母亲伯姬出奔宋国。《列女传》记载卫庄公殺夫人南子。前478年，渾良夫被太子疾殺死。晋国趙鞅攻打卫国，废黜卫庄公，拥立公孙斑師。庄公被己姓之戎所杀。齐国攻打卫国，废黜斑師，拥立衛君起。前477年，石圃流放衛君起，到齐国迎立出公复位。《列女传》记载此时卫国大夫殺害伯姬。